# Kończysta Turnia

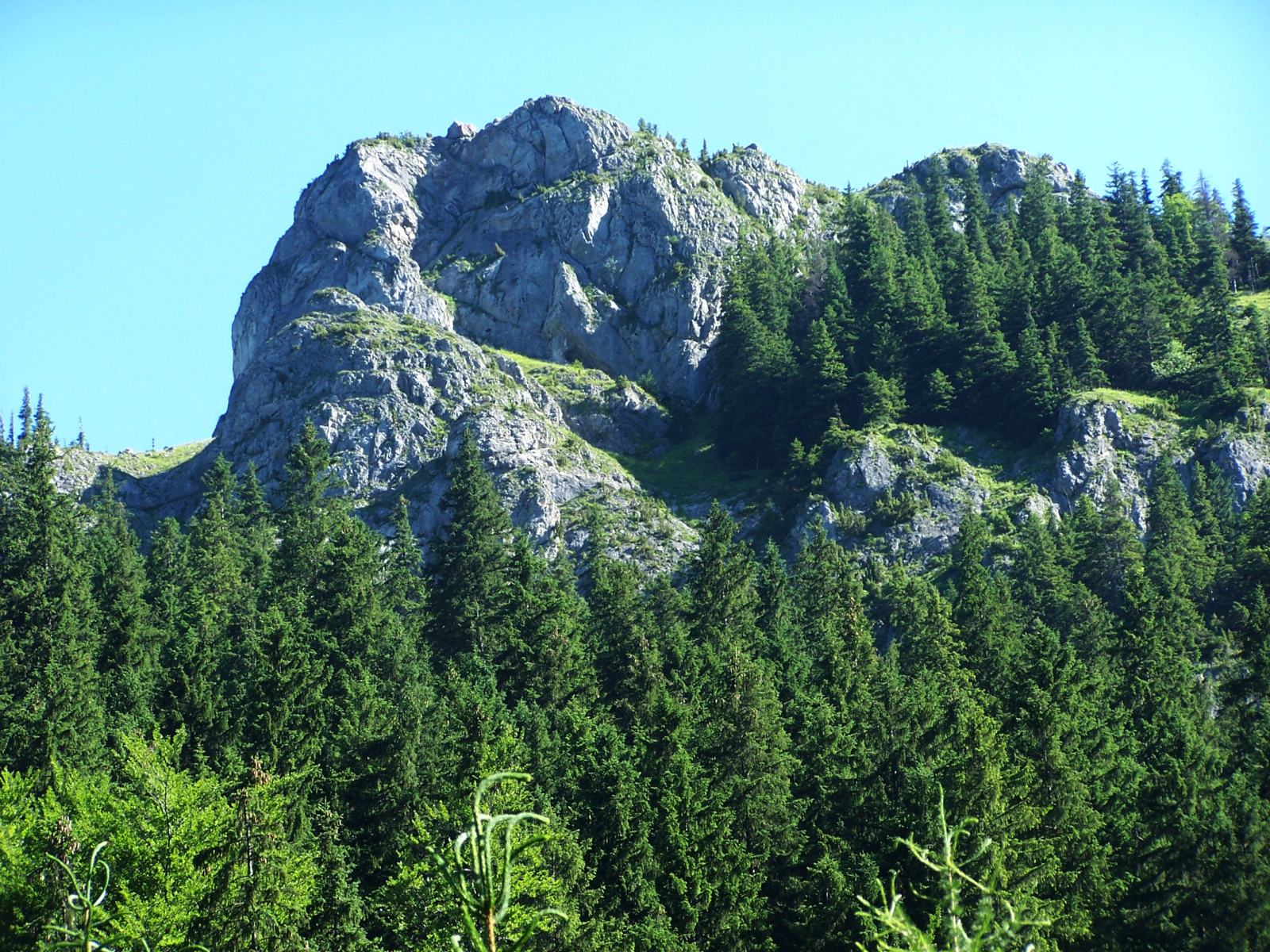
Gipfelbereich

Die Kończysta Turnia ist ein Berg in der polnischen Westtatra mit 1248 Metern Höhe.

## Lage und Umgebung
Nördlich des Gipfels liegt das Tal Dolina Kościeliska und das Tal Dolina Miętusia.

## Tourismus
Die Kończysta Turnia ist bei Wanderern beliebt. 

### Routen zum Gipfel
Der Wanderweg auf die Kończysta Turnia führt entlang des Hauptkamms der Tatra und der polnisch-slowakischen Grenze.
- ▬ Der schwarz markierte Wanderweg Ścieżka nad Reglami führt vom Tal Dolina Kościeliska über den Gipfel zum Zakopaner Stadtteil Kuźnice.

Als Ausgangspunkt für eine Besteigung aus den Tälern eignen sich die Ornak-Hütte, Kondratowa-Hütte und die Chochołowska-Hütte.

## Belege
- Zofia Radwańska-Paryska, Witold Henryk Paryski, Wielka encyklopedia tatrzańska, Poronin, Wyd. Górskie, 2004, ISBN 83-7104-009-1.
- Tatry Wysokie słowackie i polskie. Mapa turystyczna 1:25.000, Warszawa, 2005/06, Polkart, ISBN 83-87873-26-8.